# Bączki (wieś)
Bączki – wieś sołecka  w Polsce położona w województwie mazowieckim, w powiecie garwolińskim, w gminie Maciejowice. Przez miejscowość przebiega droga wojewódzka nr 801.
W latach 1975–1998 miejscowość administracyjnie należała do województwa siedleckiego. Nazwa wsi pochodzi od rzeki Bączychy przepływającej przez wieś. Wieś liczy około 100 mieszkańców.
Wierni Kościoła rzymskokatolickiego należą do parafii św. Jadwigi Śląskiej w Samogoszczy.